# Motor boxer de seis cilindros
Motor boxer de seis cilindros da motocicleta Honda Valkyrie
O motor boxer de seis cilindros ou motor de seis cilindros opostos é um motor boxer com seis cilindros dispóstos horizontalmente em duas bancadas de três cilindros localizadas em lados opostos do cárter. Os pistões são montados no virabrequim de modo que cada par de pistões se desloque em direção oposta a cada tempo, isto confere maior estabilidade dinâmica ao motor.
A configuração resulta em um bom balanceamento das partes móveis, e baixo centro de gravidade, bem como um comprimento bastante reduzido. O layout também possui um eficiente arrefecimento a ar. No entanto, é um motor com custo de produção alto, e muito largo para uso em automóveis compactos, sendo mais adequado para esportivos de luxo, motocicletas estradeiras e aviões.
O formato do motor o torna mais adequado para automóveis de motor traseiro ou central, onde o baixo centro de gravidade é uma vantagem. Em automóveis com motor dianteiro, a largura excessiva deste motor dificulta a acomodação entre as rodas direcionais. Somente alguns fabricantes de automóveis, incluindo Porsche e Subaru, atualmente produzem motores boxer. A Porsche continua sendo o mais importante fabricante de automóveis esportivos de luxo, com motores boxer de seis cilindros, enquanto a Subaru os usa em autómoveis de tração integral, onde a dificuldade de montagem do motor entra as rodas dianteiras é compensada pela eficiência da tração nas quatro rodas. No passado outros fabricantes optaram por esta configuração, entre eles Preston Tucker no Tucker Sedan e Chevrolet nos anos 60 no Corvair. O Citroën DS foi originalmente concebido com motor boxer de seis cilindros refrigerado a ar, mas esta configuração jamais foi implementada.

## Lista de automoveis com motor boxer de seis cilindros

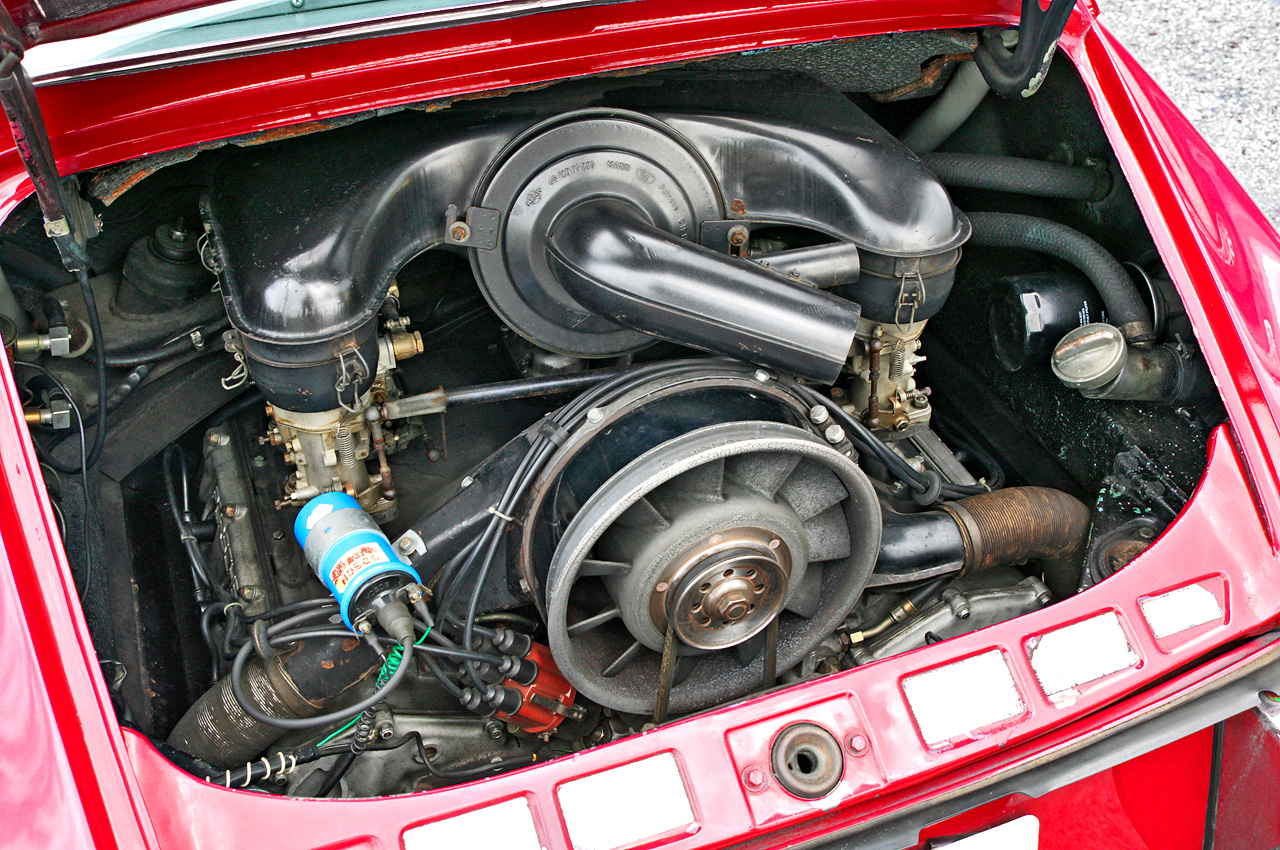
Motor do Porsche 911 ano 1966

- Chevrolet Corvair: 1960 - 1969 (motor traseiro, tração traseira, ordem de ignição 1-4-5-2-3-6)
- Porsche
  - 911: 1965 - presente (motor traseiro, tração traseira ou integral)
  - 959: 1986 - 1989 (motor traseiro, tração integral)
  - Boxster: 1996 - presente (motor central, tração traseira)
  - Cayman: 2006 - presente (motor central, tração traseira)

- Subaru (motor dianteiro, tração integral)
  - XT6, usando motor ER-27
  - SVX, usando motor GE-33
  - Legacy, usando motor série EZ
  - Outback, usando motor série EZ
  - B9 Tribeca, usando motor série EZ

- Citroën
  - Citroën DS 1955 equipado com motor derivado do motor boxer de dois cilindros do Citroën 2CV.

## Motocicletas Honda Gold Wing e Valkyrie

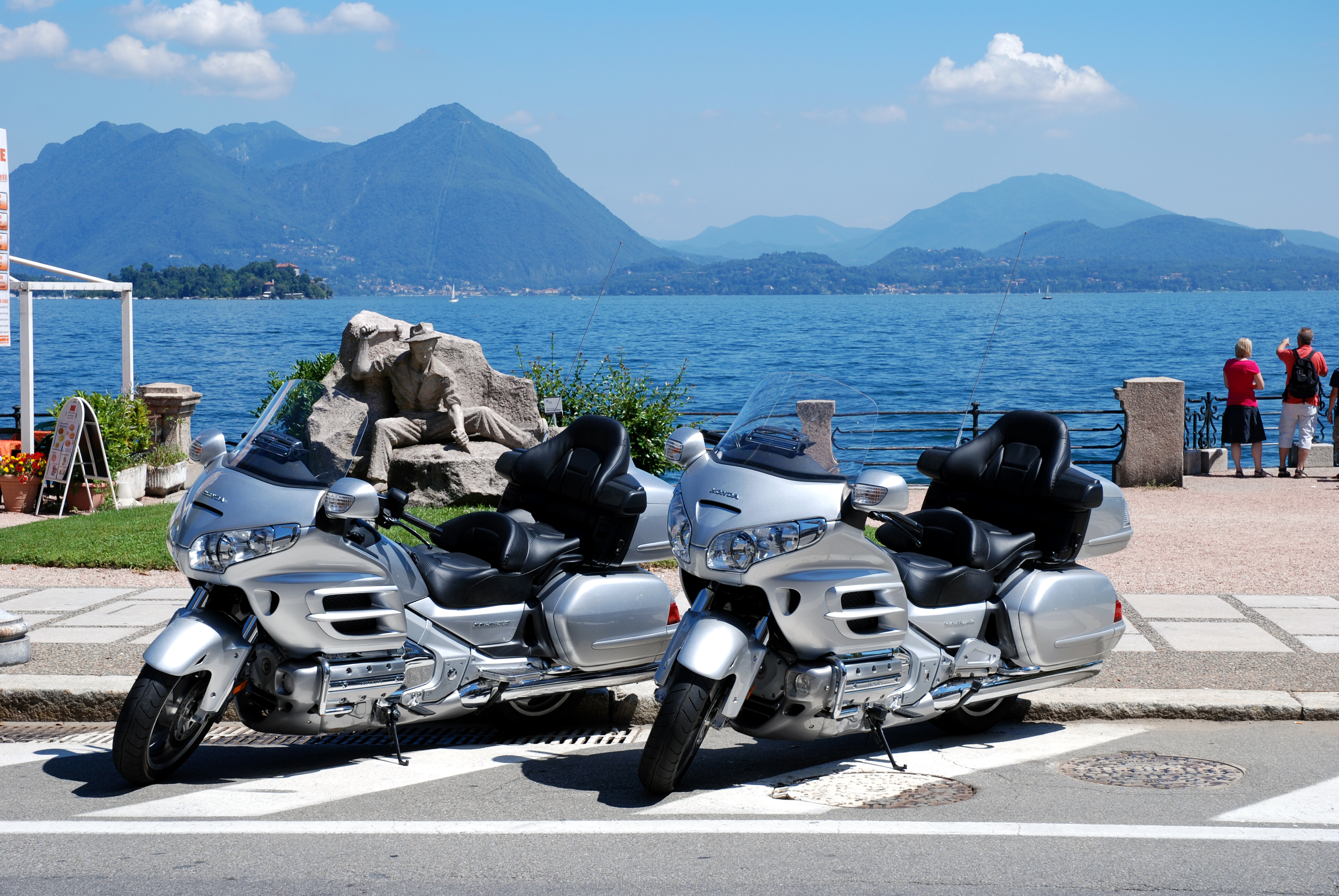
Honda GL1800 Gold Wings

Em 1988, após vários anos de produção da Honda GoldWing com motor boxer de quatro cilindros, a Honda introduziu a Honda GL 1500 GoldWing com o motor boxer de seis cilindros. Este modelo top de linha durou 13 anos, até ser substituído pela Honda GL 1800 GoldWing em 2001.
A Honda Valkyrie F6C (1997-2003) foi uma cruiser baseada na GL1500 GoldWing. A edição limitada 2004 Valkyrie Rune foi a baseada na GL1800.